# Acer cinerascentiforme
Acer cinerascentiforme é uma espécie de árvore do gênero Acer, pertencente à família Aceraceae.